# Juraj Krejčí
Juraj Krejčí,křtěný Jiří, někdy uváděn též jako Jiří Krejčí (24. dubna 1876 Kostelec nad Orlicí – ???), byl československý politik a meziválečný poslanec Národního shromáždění za Československou sociálně demokratickou stranu dělnickou, později za Komunistickou stranu Československa a nakonec za Neodvislou stranu komunistickou v ČSR.

## Biografie
Juraj (Jiří) Krejčí se narodil v Kostelci nad Orlicí v rodině dělníka Josefa Krejčího a jeho ženy Antonii rodem Kubcové z Malé Ledské.
Podle údajů k roku 1921 byl profesí cihlářským mistrem v Trebišově.
Po parlamentních volbách v roce 1920 se stal poslancem Národního shromáždění. Mandát ale získal až dodatečně v roce 1920 jako náhradník poté, co rezignoval poslanec Ján Vyparina, respektive jeho první náhradník Ján Šebestyán. Zvolen byl za sociální demokraty, v průběhu volebního období přešel do nově vzniklé KSČ. V září 1925 pak odešel z poslaneckého klubu KSČ a přestoupil do klubu Neodvislé strany komunistické v ČSR, která vznikla odtržením stoupenců Josefa Bubníka od KSČ.